# Melanostoma motodomariense
Melanostoma motodomariense är en tvåvingeart som beskrevs av Matsumura 1919. Melanostoma motodomariense ingår i släktet gräsblomflugor, och familjen blomflugor.
Artens utbredningsområde är Sachalin. Inga underarter finns listade i Catalogue of Life.